# Tape (película)
Tape ("La Cinta" en España) es una película del 2000 dirigida por el cineasta independiente estadounidense Richard Linklater, basada en una obra homónima del escritor Stephen Belber. La película está protagonizada por Ethan Hawke (quien ya había trabajado con el director en Antes del amanecer), Robert Sean Leonard y Uma Thurman. Al igual que la obra, la película transcurre en tiempo real y en una misma escena en una única puesta en escena, siguiéndose una misma trama que involucra a los únicos tres personajes de la historia a lo largo de toda la película.
- Datos: Q193981